# Třída Reformador
Třída Reformador je třída oceánských hlídkových lodí stavěných pro mexické námořnictvo. Jedná o model SIGMA 10514 z do rodiny válečných lodí třídy Sigma nizozemské loděnice Damen Group. Mexické označení plavidel je Patrulla Oceánica de Largo Alcance (POLA, dálkové oceánská hlídková loď). Navzdory oficiálnímu označení byla pro prototypovou jednotku nakoupena silná výzbroj. Prototyp má do služby vstoupit roku 2020. Plánována je stavba nejméně šesti jednotek.

## Stavba

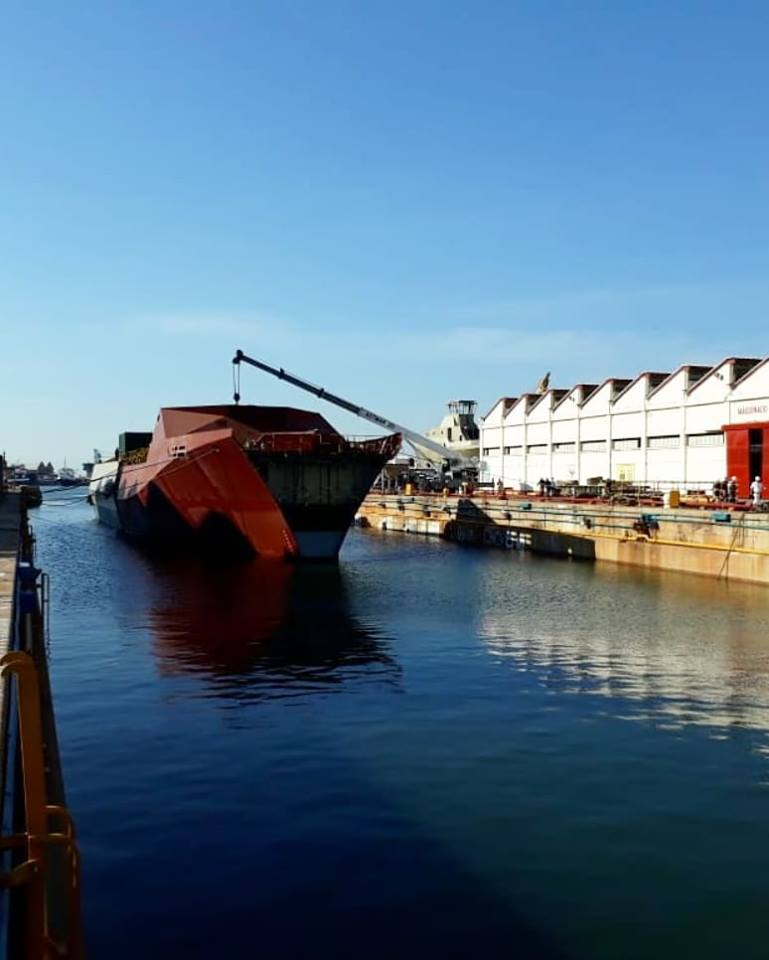
Rozestavěný prototyp

Hlídkovou loď třídy Reformador vyvinula nizozemská loděnice Damen Group. Plavidla jsou modifikací indonéských fregat třídy Martadinata. Prototypová jednotka byla objednána 10. dubna 2017 na základě kontraktu ve výši 355 milionů dolarů. Původně bylo uváděno, že Mexiko do roku 2024 získá šest hlídkových třída Reformador. Při spuštění prototypu Reformador na vodu představitelé námořnictva uvedli, že v případě dostatku financí plánují zakoupit až osm plavidel (po čtyřech pro Atlantickou a Pacifickou flotilu). Do konce roku 2018 ale byl závazně objednán pouze prototyp.
Stavba každého plavidla probíhá v rámci šesti konstrukčních celků, z nichž dva staví nizozemská loděnice Damen Schelde Naval Shipbuilding ve Vlissingenu a čtyři mexická loděnice ASTIMAR-20 v Salina Cruz, která navíc zajišťuje složení všech modulů do jednoho celku. Prototypová jednotka Reformador byla rozestavěna v srpnu 2017 a na vodu spuštěna 23. listopadu 2018 v loděnici ASTIMAR-20. Ceremoniálu se účastnil mexický prezident Enrique Peña Nieto.
V srpnu 2018 bylo zveřejněno, že Mexiko třídu POLA kupuje vertikální odpalovací zařízení Mk.56, šest protiletadlových řízených střel RIM-162 ESSM a má zájem také o protilodní střely Harpoon a lehká torpéda Mk.54. Taková výzbroj třídu POLA fakticky posunuje mezi fregaty.
V prosinci 2019 prototyp Reformador dokončil námořní zkoušky.
Jednotky třídy Reformador:
| Jméno               | Založení kýlu  | Spuštěna           | Vstup do služby | Poznámka                               |
| ------------------- | -------------- | ------------------ | --------------- | -------------------------------------- |
| Benito Juárez (101) | 17. srpna 2017 | 23. listopadu 2018 | 6. února 2020   | aktivní, původní název jako Reformador |

## Konstrukce
Plavidlo má modulární konstrukci. Je vybaveno 3D vyhledávacím radarem Thales Smart Mk.2, navigačním radarem Raytheon, vlečným sonarem Thales Captas-2, bojovým řídícím systémem Thales TACTICOS a systémem elektronického boje ERA Indra Rigel.
Hlavňovou výzbroj tvoří jeden 57mm kanón Bofors Mk.3, dva 25mm kanóny ve zbraňových stanicích Rafael Typhoon a šest 12,7mm kulometů M2. Protivzdušnou obranu zajišťuje osminásobné vertikální odpalovací zařízení Mk.56 a pro protiletadlové řízené střely RIM-162 ESSM a 21násobný komplet RIM-116 RAM Block II. Údernou výzbroj budou tvořit protilodní střely RGM-84L Harpoon Block II (pravděpodobně čtyři kusy). Dále jsou neseny dva trojhlavňové 324mm torpédomety Mk.32 SVTT pro lehká protiponorková torpéda Mk.54. Na zádi se nachází přistávací plocha s hangárem pro vrtulník MH-60R.
Pohonný systém je koncepce CODOE. Tvoří jej dva diesely o výkonu 9240 kW a šest diesel-generátorů o výkonu 735 kW, pohánějících dva lodní šrouby. Nejvyšší rychlost dosáhne 28 uzlů a cestovní 18 uzlů. Dosah bude 5000 námořních mil při rychlosti 18 uzlů.